# Baeotus rayi
Baeotus rayi är en fjärilsart som beskrevs av Vollenhoven 1861. Baeotus rayi ingår i släktet Baeotus och familjen praktfjärilar. Inga underarter finns listade i Catalogue of Life.